# Горне-Брияне
Горне-Брияне (серб. Горње Бријање) — населённый пункт в общине Бойник Ябланичского округа Сербии.

## Население
Согласно переписи населения 2002 года, в селе проживало 509 человек (507 сербов, 1 хорват и 1 словак).
| Численность населения | Численность населения | Численность населения | Численность населения | Численность населения | Численность населения | Численность населения | Численность населения |
| 1948                  | 1953                  | 1961                  | 1971                  | 1981                  | 1991                  | 2002                  | 2011                  |
| --------------------- | --------------------- | --------------------- | --------------------- | --------------------- | --------------------- | --------------------- | --------------------- |
| 979                   | 1013                  | 959                   | 923                   | 614                   | 641                   | 519                   | 393                   |

## Религия
- Храм Святого Саввы — центр Горнебриянского прихода Ябланичского архиерейского наместничества Нишской епархии[3].